# Martin Wuttke

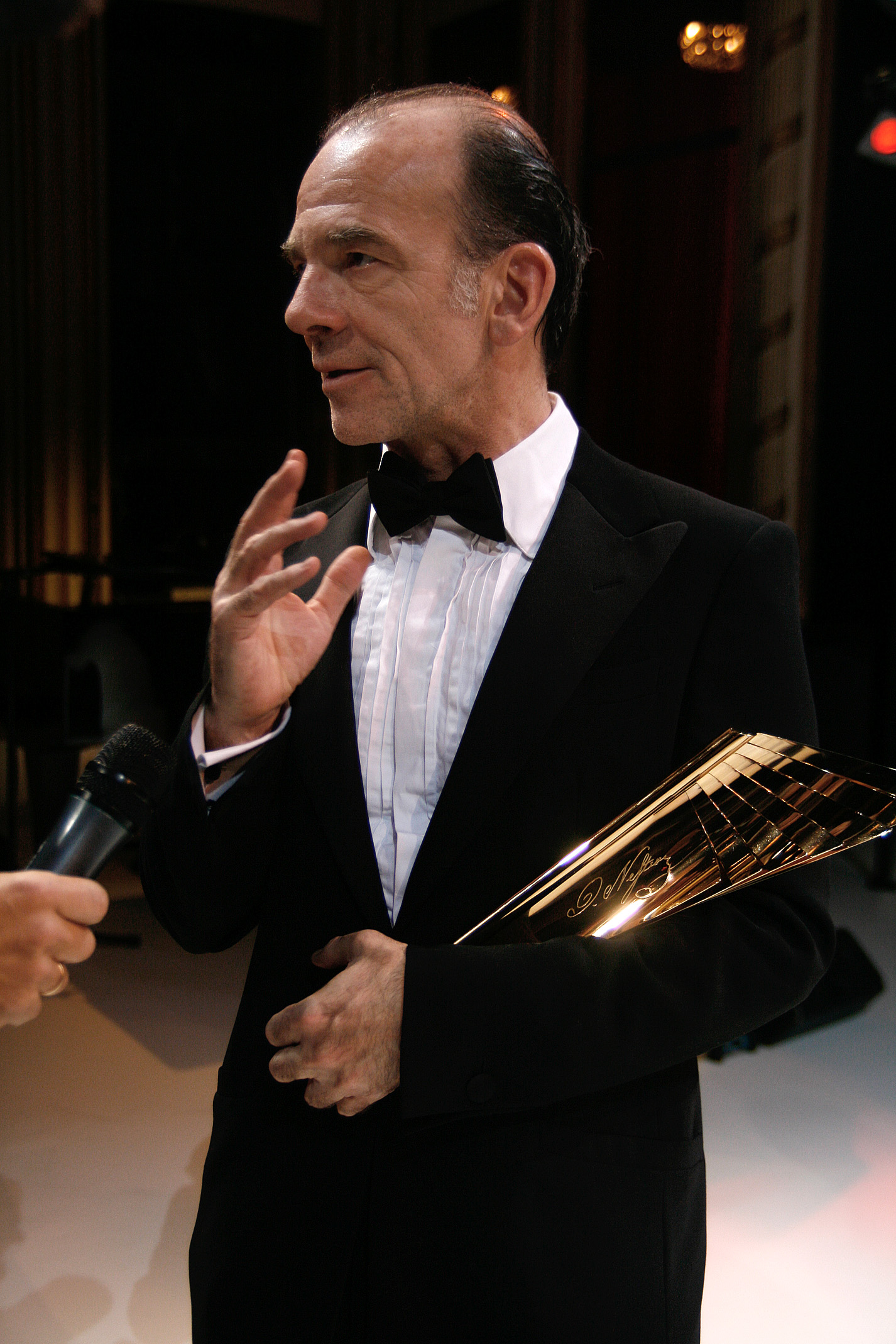
Martin Wuttke em 2010.

Martin Wuttke (8 de fevereiro de 1962) é um ator e diretor alemão, que alcançou reconhecimento internacional por sua interpretação de Adolf Hitler em 2009 no filme Inglourious Basterds.